# 금호사
금호사(錦湖祠)는 전라남도 나주시 남내동 4-2에 있는 사당이다. 2018년 3월 27일 나주시의 향토문화유산 제47호로 지정되었다.

## 지정 사유
나주나씨 금호사는 나주나씨 명현선조인 금호 나사침(錦湖 羅士沈)을 비롯한 그의 아들 모두 7위를 모신 사우로 금호사에서 배향된 인물의 행적이 역사적으로 가치가 있다.
특히 나주목사 한복이 금호 나사침과 건재 김천일을 학행의 아름다움과 독실함을 근거로 천거 하는 등 당시 나주의 중요한 인물로 거론된 선비였으며 그의 아들들은 나주의 대표적인 사액서원이었던 경현서원 건립을 주도. 나주 지역의 향전에 있어서 거론되는 인물이었으며 나주나씨 문중은 수많은 지역사회 활동에 참여하여 조선시기 이후부터 현재까지 나주지역 역사문화를 살펴보는데 있어 중요한 위치를 차지한다.